# Station Kyukyoryuchi-Daimarumae
Station Kyūkyoryūchi-Daimarumae (旧居留地・大丸前駅, Kyūkyoryūchi-Daimarumae-eki) is een metrostation in de wijk Chūō-ku in de Japanse stad Kōbe. Het wordt aangedaan door de Kaigan-lijn. Het station heeft twee sporen, gelegen aan een enkel eilandperron.

## Treindienst

### Metro van Kobe
Het station heeft het nummer K02.
| 1 | ■ Kaigan-lijn | richting Sannomiya-Hanadokeimae    |
| 2 | ■ Kaigan-lijn | richting Wadamisaki en Shin-Nagata |

## Geschiedenis
Het station werd in 2001 geopend.

## Overig openbaar vervoer
Bussen 2, 90 en 92.

## Stationsomgeving
Naast alle grootstedelijke nieuwbouw rondom het station zijn er echter nog enkele vooroorlogse straten, kantoren en huizen bewaard gebleven, waaronder de Chartered Bank (1938) en het Shōsan-Mitsui-gebouw (1922).
- Station Motomachi aan de JR Kōbe-lijn en de Hanshin-lijn.
- Daimaru Kōbe (warenhuis)
- Nankingmachi (Chinatown in Kōbe)
- Motomachi-winkelpromenade
- Sannomiya-schrijn
- Mitsui Sumitomo Bank
- Mitsubishi Tokyo UFJ Bank
- Minato Bank
- Iyo Bank
- Shikoku Bank
- Kobe Asahi-gebouw
- Sunkus
- McDonald's
- FamilyMart

Sannomiya-Hanadokeimae · Kyūkyoryūchi-Daimarumae · Minato Motomachi · Harborland · Chūō-Ichibamae · Wadamisaki · Misaki-Kōen · Karumo · Komagabayashi · Shin-Nagata